# Magdalena Radwan
Magdalena Radwan (ur. 4 sierpnia 1982 w Wadowicach) – polska koszykarka występująca na pozycjach rzucającej lub niskiej skrzydłowej, multimedalistka mistrzostw Polski.

## Osiągnięcia

### Drużynowe
- Mistrzyni Polski (2006, 2007)
- Wicemistrzyni Polski (2005)
- Brązowa medalistka mistrzostw Polski (2010)
- Zdobywczyni pucharu Polski (2006)
- Finalistka pucharu Polski (2005, 2007, 2011)
- Awans do PLKK z Kingiem Wilkami Morskimi Szczecin (2013)
- Uczestniczka rozgrywek:
  - Euroligi (2004–2006, 2007/2008)
  - Eurocup (2009–2011)

### Reprezentacja
- Uczestniczka mistrzostw:
  - świata U–19 (2001 – 10. miejsce)
  - Europy U–20 (2000 – 9. miejsce)